# Лак для волос (мюзикл)
Лак для волос (англ. Hairspray) — американский мюзикл, написанный композитором Марком Шейманом и лириком Скоттом Уиттманом, основанный на фильме «Лак для волос» Джона Уотерса. В мюзикле рассказывается история очаровательной толстушки Трейси Тёрнблед, которая, несмотря на скептицизм окружающих, исполняет свою мечту — становится танцовщицей в популярном молодёжном шоу в Балтиморе. Мюзикл выиграл несколько премий Тони, премии Драма Деск и премию Лоренса Оливье.
По традиции мюзикла главную роль Трейси исполняет дебютантка, а роль её матери Эдны — мужчина. В 2007 году на экраны вышла экранизация мюзикла, где эта традиция была поддержана: роль Трейси исполнила Никки Блонски, роль Эдны — Джон Траволта.